# Rita Lee (álbum de 1980)
Rita Lee (comumente conhecido como Lança Perfume) é o oitavo álbum de estúdio da musicista brasileira Rita Lee, sendo esse o seu quarto álbum de estúdio como artista solo. Foi lançado em 25 de setembro de 1980 pela gravadora Som Livre. Assim como o seu antecessor, foi concebido pela parceria de Lee com o multi-instrumentista Roberto de Carvalho. Foi produzido por Guto Graça Mello.
É um dos trabalhos mais populares de Rita, sendo responsável por apresentá-la ao mercado musical exterior por meio da vinculação de alguns singles, principalmente na Europa e na América do Norte. O seu lançamento é considerado um marco na música popular brasileira, trazendo alguns dos maiores sucessos da artista, como "Lança Perfume", "Baila Comigo", "Nem Luxo Nem Lixo", entre outros. O álbum vendeu mais de 800 mil cópias no total.[carece de fontes?]
Em 1995, Lança Perfume foi reeditado em disco compacto pela EMI Music como parte da coleção Rita Lee Collection. Em 2020, em comemoração ao seu aniversário de 40 anos, foi remasterizado e relançado em disco de vinil pela Universal Music.

## Composição e produção
Após o lançamento do álbum Rita Lee (também conhecido como Mania de Você) no ano anterior – o disco inicial de sua parceria com o produtor, multi-instrumentista e cônjuge Roberto de Carvalho – muitos críticos se perguntavam se o sucesso de Lee "duraria até o próximo verão".
Em sua autobiografia, Lee conta que o processo de composição foi fácil na maioria das canções, como em "Baila Comigo", que ela compôs em cinco minutos após ter sonhado com a música. "Shangrilá", que originalmente chamava-se "Bad Trip", foi reformulada para uma balada. "João Ninguém" foi escrita sobre o presidente João Figueiredo.
O álbum foi gravado no estúdio SIGLA, no Rio de Janeiro, e recebeu a produção de Guto Graça Melo e a coprodução de Roberto de Carvalho. O álbum foi um sucesso de vendas, fazendo com que Rita fosse conhecida em vários lugares da Europa. O então Príncipe Carlos, em certa ocasião, pediu a faixa "Lança Perfume" em uma boate.
No encarte original, Lee reproduz uma dedicatória e agradecimentos: 
| “ | "Prima Regina, Okky e Denise, Marina, Ronaldo Resedá, Hans Danner, Daniel Filho, meu pai e minha mãe, Bauzinha, Edson Sombra Jones, The Muir Family, Heber e Edith, Manoel Poladian, Brian, Telmo "Witty Wizard" Martino, João Gilberto, Cecília Pretti Assef, Sonia Robatto, Beto e João, Marinella e Natasha, Caru, Suely Aguiar, Ezequiel Neves, Auggie, Lee Marcucci, Miriam, e a todas as pessoas que enlouqueceram comigo no inverno de 80". | ” |

## Recepção crítica
Lança Perfume é conhecido por muitos críticos musicais como uma marco do pop rock brasileiro. Na época de seu lançamento, a reinvenção pop de Lee foi criticada pelos críticos especializados por não se manter na linha do rock, acusando Carvalho de "pasteurizar" os arranjos e limar suas conexões com o rock que ela praticava com suas duas primeiras bandas.[carece de fontes?]
A revista Isto É revelou, em matéria de 1980, que 130 mil cópias foram vendidas em apenas um mês de lançamento.[carece de fontes?] A turnê de divulgação do álbum teve êxito de público, e cantoras consagradas como Elis Regina e Gal Costa foram assistir Rita nos palcos. Mesmo com algumas críticas, o sucesso do álbum fez com que a artista batesse seu próprio recorde, tendo todas as suas faixas bem executadas nas estações de rádio. Singles do disco foram vinculados no mercado musical europeu e norte-americano, fazendo a faixa "Lança Perfume" ficar dois meses no topo da parada musical francesa. A turnê nacional de Lança Perfume ocorreu do final de 1980 até o início de 1981.[carece de fontes?] Durante as primeiras apresentações em 1980, Rita acabou engravidando de seu terceiro filho, Antônio.

## Lista de faixas
Todas as faixas escritas e compostas por Rita Lee e Roberto de Carvalho, exceto as indicadas por um asterisco, compostas somente por Lee. 
| Lado um |                    |         |  |
| N.º     | Título             | Duração |  |
| 1.      | "Lança Perfume"    | 05:15   |  |
| 2.      | "Bem Me Quer"      | 04:19   |  |
| 3.      | "Baila Comigo" (*) | 05:30   |  |
| 4.      | "Shangrilá"        | 02:53   |  |

| Lado dois      |                     |         |  |
| N.º            | Título              | Duração |  |
| 5.             | "Caso Sério"        | 05:31   |  |
| 6.             | "Nem Luxo Nem Lixo" | 05:05   |  |
| 7.             | "João Ninguém"      | 03:38   |  |
| 8.             | "Ôrra Meu" (*)      | 03:56   |  |
| Duração total: | Duração total:      | 36:07   |  |

## Ficha técnica
Fonte:
- Rita Lee – vocais principais, vocais de apoio, flautas, castanholas, apito, tabla síria e minimoog
- Roberto de Carvalho – guitarras, piano, sintetizador

Músicos adicionais
- Lincoln Olivetti – piano, sintetizador, bass synth, minimoog e arranjo de metais
- Guto Graça Mello – guitarra elétrica e percussão
- Robson Jorge – guitarra elétrica
- Jamil Joanes – baixo elétrico
- Cláudia Niemeyer – baixo elétrico
- "Luís Maurício" (Lulu Santos) – baixo elétrico
- Picolé – bateria
- Mamão – bateria
- Naila Scorpio – percussão
- Ariovaldo – congas
- Bidinho – trompete
- Oberdan – saxofone alto
- Zé Carlos – saxofone tenor e saxofone barítono
- Leonardo – saxofone barítono
- Serginho – trombone
- Chico Batera – campana, timbales e marimba
- Daniel Filho – claves

Produção musical
- Guto Graça Mello – produção e mixagem
- Célio Martins – técnico de gravação e mixagem
- Naila Skorpio – frisson de la vie
- João Ricardo, Mano Jorge, Sérgio Luis – assistentes de gravação
- Eduardo Ramalho – assistente de gravação e mixagem
- Ieddo Gouveia – montagem
- Ted Jensen – técnico de corte
- Corte do disco feito em Sterling Sound Studios, em Nova Iorque.

Produção gráfica
- Miro – foto
- Eduardo Domingos – arte final e diagramação